# Верхній Кунакбай
Верхній Кунакбай (рос. Верхний Кунакбай) — село у складі Переволоцького району Оренбурзької області, Росія.
Стара назва — Кунакбай.

## Населення
Населення — 100 осіб (2010; 145 у 2002).
Національний склад (станом на 2002 рік):
- башкири — 97 %